# Erannis medio-obscuraria
Erannis medio-obscuraria är en fjärilsart som beskrevs av Uffelm. 1905. Erannis medio-obscuraria ingår i släktet Erannis och familjen mätare. Inga underarter finns listade i Catalogue of Life.